# Leaves of Grass (film)
Leaves of Grass är en amerikansk thriller-komedifilm från 2009 skriven och regisserad av Tim Blake Nelson.

## Handling
Filosofieprofessorn Bill Kincaid (Edward Norton) från Ivy League blir inblandad i sin enäggstvilling Brady Kinclaids (Edward Norton) laglösa drogaffärer, då han först trodde att hans bror hade blivit mördad. Bill återvänder till sin barndomshem i Oklahoma, där han får reda på att han har blivit lurad. 
Bill Kincaid skäms för sitt förflutna. Han har tröttnat på sina drogberusade föräldrar och arbetar hårt med att ta bort sina fotspår från Oklahoma. Bill bygger upp sitt rykte som en sann professor tillägnad kompetens och filosofisk prospektering. Hans bror, å andra sidan, tillbringar sitt liv med att odla knark. 
När Bill kommer hem och hittar Brady livs levande får han träffa sin nyckfulla mor Daisy (Susan Sarandon), och han går motvilligt med på att hjälpa sin bror ur hans rackartyg med den beryktade drogkungen Pug Rothbaum (Richard Dreyfuss), som har tänkt skicka båda syskonen till en tidig grav. Under tiden får Bill också träffa poeten Janet (Keri Russell), och från henne får han lära sig om sann lycka i de mest osannolika miljöer.

## Medverkande
- Edward Norton - Tvillingarna Bill och Brady Kincaid.
- Richard Dreyfuss - Pug Rothbaum, Bradys affärspartner.
- Susan Sarandon - Daisy Kincaid, Bill och Bradys mamma.
- Keri Russell - Janet, en vän till Brady och Bills kärleksintresse.
- Melanie Lynskey - Colleen, Bradys gravida flickvän.
- Tim Blake Nelson - Rick Bolger, Bradys bästa vän.
- Steve Earle - Buddy Fuller, en knarklangare och en rival till Brady.
- Lucy DeVito - Anne, en av Bills elever som är mycket kär i Bill.
- Lee Wilkof - Nathan Levy, Bills blivande chef på ett nytt universitet.
- Ken Cheeseman - Jimmy Fuller, en knarklangare och en rival till Brady.
- Maggie Siff - Rabbi Renannah Zimmerman